# Vera Chirwa
Vera Mlangazua Chirwa (sinh năm 1932) là một luật sư người Malawi và là nhà hoạt động nhân quyền và dân quyền. Bà là nữ luật sư đầu tiên của Malawi và là thành viên sáng lập của Đảng Quốc hội Malawi và Liên đoàn Phụ nữ Châu Phi Nyasaland. Bà đã tranh đấu cho nền dân chủ đa đảng ở Malawi và bị buộc tội phản quốc, bị xét xử và kết án tử hình bởi Tổng thống Kamuzu Banda. Bà đã trải qua 12 năm chờ thi hành án tử hình. Bà đã kết hôn với luật sư Orton Chirwa, Bộ trưởng Bộ Tư pháp và Tổng chưởng lý Malawi, người sau đó đã chết trong tù.

## Sự nghiệp
Vera Chirwa được sinh ra ở Malawi (khi đó là Nyasaland) vào năm 1932.
Đầu những năm 1950, Vera Chirwa đã hợp tác với Rose Chibambo để thành lập Liên đoàn Phụ nữ Châu Phi Nyasaland, làm việc với Đảng Đại hội dân tộc Phi Nyasaland để đòi độc lập cho Nyasaland khỏi Liên bang Rhodesia và Nyasaland. Bà trở thành nữ luật sư đầu tiên của Nyasaland, và là thành viên sáng lập của đảng Đại hội Malawi vào năm 1959. Sau khi Nyasaland đạt được quyền tự trị vào năm 1961 và trở thành quốc gia độc lập Malawi hai năm sau đó, Orton Chirwa, chồng của Vera, trở thành một nhân vật cấp cao trong chính phủ mới trong vai trò Bộ trưởng Tư pháp.
Sau khi quan hệ của họ với Kumuzu Banda trở nên căng thẳng, Chirwa và chồng bị tuyên bố là kẻ thù của nhà nước.

### Lưu đày và bắt
Sau đó vài tuần, Banda buộc cặp vợ chồng phải lưu vong ở Tanzania. Họ sống ở Tanzania, nhưng thường xuyên du hành đến Zambia, Vương quốc Anh và Hoa Kỳ. Vào đêm Giáng sinh năm 1981, Vera và Orton Chirwa đã bị lực lượng an ninh Malawi bắt cóc ở phía đông Zambia và bị đưa trở lại Malawi để đối mặt với cáo buộc phản quốc.

### Phiên xử
Gia đình Chirwa đã bị xét xử bởi một "tòa án truyền thống". Cả hai vợ chồng đều là luật sư và tự bào chữa cho mình, vì các tòa án truyền thống không cho phép luật sư bào chữa trong một phiên tòa kéo dài hai tháng trước các thẩm phán do Banda chỉ định, kết thúc với việc họ bị kết án tử hình. Tại cuối phiên phúc thẩm năm 1983, thiểu số các thẩm phán phúc thẩm đã được đào tạo về mặt pháp lý đã phản đối bản án có tội, nhưng nó đã bị đa số gồm các tù trưởng truyền thống áp đảo. Vào ngày diễn ra phiên tòa, Vera đã hiên ngang giơ tay phát biểu và nhìn thẳng vào mặt quan tòa hỏi ông ta vì lý do gì mà họ bị buộc tội. Việc chất vấn tòa án bị cấm khi đó, và câu trả lời bà nhận được là "Không có gì ngoài việc bà là thủ phạm!".
Tại phiên tòa của họ, vợ chồng Chirwa tuyên bố rằng họ đã bị bắt cóc từ Zambia vào tháng 12 năm 1981. Điều này, và cáo buộc mà họ đã âm mưu lật đổ chính phủ bên ngoài Malawi, có nghĩa là tòa án truyền thống không có thẩm quyền. Vụ án vẫn có thể được xét xử tại Tòa án tối cao của Malawi nhưng tòa án đó yêu cầu bằng chứng về tội lỗi vượt quá sự nghi ngờ hợp lý. Vụ án phản quốc đã được Tòa án truyền thống khu vực phía Nam xét xử chống lại Chirwasnăm 1983 dựa trên các tài liệu viết tay được cho là đã được tìm thấy trong một chiếc túi thuộc về Vera khi bà bị bắt và một cảnh sát đóng vai trò "chuyên gia" làm chứng rằng chúng thực sự chữ viết tay của Orton Chirwa. Một tuyên bố không có chữ ký được cho là do Orton Chirwa đưa ra nhưng bị ông từ chối, và một bản lời thoại được cho là chép một cuộc phỏng vấn ghi âm mà ông đã đưa ra cũng được thừa nhận là bằng chứng. Bằng chứng đáng ngờ này, chỉ là bằng chứng chống lại Orton Chirwa, không phải Vera. Trường hợp duy nhất chống lại bà là các tài liệu được cho là đã được tìm thấy trong túi của bà, mà bà phủ nhận. Gia đình không được phép gọi nhân chứng từ bên ngoài Malawi và cả hai đều bị kết án tử hình. Sau phiên tòa, cặp vợ chồng được đưa đến nhà tù trung tâm ở Zomba. Theo Chirwa, "Trên đường đi, chúng tôi đã tha thứ cho những người đưa ra lời khai giả, các thẩm phán và thậm chí là Tổng thống." Đó là lần cuối cùng bà và chồng đi cùng nhau.

### Án tù và phóng thích
Điều kiện trong khu trại giam nữ là tồi tệ. Chirwa bị tra tấn và các hình thức tàn bạo khác. Bà phải ngủ trên sàn xi măng, ăn đồ ăn thối hỏng, không được nhận người thăm, thư từ chồng và quyền đi ra ngoài buồng giam. Bà chịu án tử tù 12 năm nhưng, như hồi ký của bà sau này kể lại, nhờ vào đức tin Thiên Chúa vẫn giữ niềm tin và hi vọng được thả ra.
Năm 1990 Tổ chức Ân xá Quốc tế đã tiến hành hành động khẩn cấp đòi thả Orton và Vera Chirwa. Vào mùa thu năm 1992, khi một phái đoàn gồm các chuyên gia pháp lý Anh được phép đến thăm họ, vợ chồng Chirwa được phép gặp lại nhau lần đầu tiên sau 8 năm. Orton chết trong phòng giam 3 tuần sau đó ở tuổi 73. Chirwa đã không thể tham dự đám tang.
Banda đã ân xá cho bà vì "lý do nhân đạo", bà đã được thả ra vào ngày 24 tháng 1 năm 1993 khi đất nước đang chuyển sang một quốc gia đa đảng khi Banda cai trị.

## Sự nghiệp hiện tại

### Hoạt động nhân quyền
Năm 2000, bà được bổ nhiệm làm báo cáo viên đặc biệt về các điều kiện nhà tù ở châu Phi cho Ủy ban nhân quyền và dân quyền châu Phi. Bà cũng thành lập tổ chức phi lợi Trung tâm Tư vấn, Nghiên cứu và Giáo dục về Quyền Malawi (NGO CARER) và đứng đầu tổ chức này. Bà vận động chấm dứt án tử hình và tiếp tục đấu tranh cho quyền con người và chính trị dưới chính quyền Bakili Muluzi và Bingu wa Mutharika. Bà cũng làm việc cho Women Voice, một tổ chức quyền phụ nữ.

### Hoạt động chính trị
Chirwa tiếp tục đấu tranh cho các quyền chính trị và đã từng thử chạy đua ứng cử viên độc lập cho chức tổng thống, một nhiệm vụ đầy thách thức ở một đất nước có hệ thống đảng cho một người không phải là chính trị gia.

## Giải thưởng Nhân quyền Vera Chirwa
Giải thưởng Nhân quyền Vera Chirwa được trao tặng bởi Trung tâm Nhân quyền tại Đại học Pretoria ở Nam Phi cho một cá nhân "tiêu biểu nhất cho một luật sư nhân quyền châu Phi thực sự" và đã "đóng góp xuất sắc trong việc bảo vệ và thúc đẩy con người quyền ở Châu Phi."

## Ấn phẩm
- Fearless Fighter, tự truyện (Nhà xuất bản McMillan) - 2007[11]